# Марция (конкубина на Комод)
Вижте пояснителната страница за други личности с името Марция.
Марция Аврелия Цейония Деметрия, позната като Марция, (на латински: Marcia Aurelia Ceionia Demetrias; † 193 г.) e метреса на римския император Комод и една от убийците му.
Тя е дъщеря на Марк Аврелий Сабиниан и една освободена робиня на съимператор Луций Вер. Възпитавана е от привърженика на християнството евнух Хиацинт.
Най-вероятно е била на юношеска възраст, когато Комод е станал император. Няма много информация за Марция, с изключение, че е била желана жена и е имала много любовници, включително и Комод. Влиянието ѝ върху императора е казвано, че е било застрашително по природа, но присъствието ѝ в императорското семейство е било привилегия и успокоение за християнското общество.

## Любимата наложница на Комод
Преди да бъде наложница на Комод, тя е била любовница и метреса на неговия братовчед сенатор Марк Клавдий Умидий Квадрат.
През 182 г. Луцила, една от сестрите на Комод, я убедила да се включи в заговор, заедно с Квадрат, срещу императора. Намеренията им били разкрити, а Луцила и Квадрат екзекутирани. Марция е успяла да се измъкне от обвинения.
Най-вероятно Марция е била християнка и е убедила Комод да поддържа близки отношения с Виктор I. След като Виктор ѝ дава списък, в който тя вижда всички християни осъдени да работят в мините на Сардиния, тя моли Комод да им позволи да се върнат в Рим. Като християнка, е успяла да предотврати преследването на християните по време на управлението на Комод.
Въпреки че Марция не е била законна съпруга на Комод, е имала голямо влияние върху него и управлението му.

## Убийството на Комод
Когато Комод я поставя заеадно с Еклект и преторианския префект Квинт Емилий Лет в проскрипционния списък на хората за екзекутиране. Този списък е намерен от пажа Филкомод и показан на Марция. Тримата решават да го убият. Na 31 декември 192 г. Марция дава след банята на Комод да пие вино с отрова, но на него му става само лошо. Тогава тя нарежда на атлета Нарцис да го убие и той го убива с шнур в банята.
Заговорниците определят Пертинакс за император, който е убит след три месеца. Новият император Дидий Юлиан отстранява Еклект и след това и Марция.